# Omer Goldman
Omer Goldman Granot, del suburbio de Ramat HaSharon, Tel Aviv es un miembro de los Shministim, una joven que adquirió reconocimiento internacional por ser objetor de conciencia israelí y la hija de Naftali Granot, ex Adjunto al Jefe principal de la Mossad Meir Dagan. 
Goldman fue sentenciada a 21 días en prisión militar por negarse a servir en las Fuerzas de Defensa de Israel el 22 de septiembre de 2008, junto con Tamar Katz y Mia Tamarin. Ella es una de alrededor de 40 estudiantes de secundaria que firmó la Carta de la protesta-escuela secundaria ("Shministim") en el 2008. Con el fin de prepararse para su encarcelamiento en una prisión militar, Goldman tenía que consultar a un psicólogo cada semana. Posteriormente fue sentenciada a un segundo término de cárcel por negarse a alistarse en el ejército de Israel por segunda vez. Señala que el momento crucial de su despertar político se produjo cuando ella fue a la aldea de Shufa, situada en Palestina, ubicada en la Cisjordania ocupada, una población donde las FDI habían instalado un retén y dispararon balas de goma sobre una manifestación palestina.